# Enigma-C
Bei der Enigma-C (auch: Enigma C oder Enigma Modell C) handelt es sich um ein frühes Modell der Rotor-Schlüsselmaschine Enigma ab dem Jahr 1925.

## Geschichte
In der langen Geschichte der unterschiedlichen Enigma-Modelle war die im Jahr 1925 eingeführte Enigma-C chronologisch gesehen das fünfte Modell (siehe auch: Stammbaum der Enigma unter Weblinks) und die dritte der sogenannten „Glühlampenchiffriermaschinen“.
Zum Betrieb der Glühlämpchen enthielt die Enigma-C eine eingebaute 4,5-Volt-Batterie. Sie verfügte als kryptographisches Herzstück über drei rotierende Walzen (auch Rotoren genannt) plus eine feststehende (nicht rotierende) Umkehrwalze (UKW). Die UKW konnte in zwei unterschiedlichen Lagen in die Enigma eingesetzt werden.
Auffällig bei der Enigma-C ist die einfache alphabetische Anordnung der 26 Tasten und Lampen in der folgenden Weise:
```
 A   B   C   D   E   F   G   H   I
   J   K   L   M   N   O   P   Q
 R   S   T   U   V   W   X   Y   Z

```

## Spezielle Varianten
Außer dem Grundmodell der Enigma-C gab es, vermutlich auf Kundenwunsch, spezielle Ausstattungsvarianten der Maschine. Eine davon ist der von der Reichsmarine eingesetzte Funkschlüssel C mit 28 Walzenkontakten, aber jeweils 29 Tasten und Lampen, wobei zu den 26 Großbuchstaben des lateinischen Alphabets noch die Umlaute Ä, Ö und Ü hinzukamen. Kurioserweise wurde der Buchstabe X hierbei nicht verschlüsselt, sondern von der entsprechenden Taste direkt auf die Lampe X geleitet. Am 26. August 1925 sorgte der damalige Korvettenkapitän Günther Guse (späterer Admiral der Kriegsmarine) für die Beschaffung von 50 Stück des damals als hochmodern angesehenen Funkschlüssels C. Hierzu wurden für jedes Exemplar fünf Walzen mitgeliefert, was die Auswahl von 5·4·3 = 60 Walzenlagen erlaubte.
Eine Schwedische Enigma mit 28 Tasten, Walzenkontakten und Lampen, ähnlich wie der Funkschlüssel C, zeigte neben den auch im Schwedischen verwendeten Buchstaben Ä und Ö außerdem noch den Buchstaben Å. Dafür entfielen Ü und W. Letzterer wurde im Bedarfsfall durch V V ersetzt. Dieses Modell  kostete 650 ℛℳ (ca. 3.000 €), wog etwa 5 kg (ohne Holzgehäuse) und ihre Abmessungen (L×B×H) betrugen rund 275 mm × 260 mm × 110 mm. Interessanterweise ist solch eine 1925 an eine schwedische Regierungsstelle mit der Seriennummer A133 gelieferte Variante der Enigma-C erhalten geblieben. Sie befindet sich heute im Besitz des schwedischen Nachrichtendienstes FRA (siehe auch: Foto einer Enigma-C für Schweden unter Weblinks). Sie zeigt die folgende Buchstabenanordnung für Tastatur und Lampenfeld:
```
 A   B   C   D   E   F   G   H   I   J
  K   L   M   N   O   P   Q   R   S
   T   U   V   X   Y   Z   Å   Ä   Ö

```